# Uomini sull'orlo di una crisi di nervi (film)
Uomini sull'orlo di una crisi di nervi è un film del 1995, scritto e diretto da Alessandro Capone e Rosario Galli, e tratto dall'omonima piéce teatrale.

## Trama
È lunedì, e quattro amici tutti sposati si riuniscono a casa di Pino, l'unico separato del gruppo, a giocare a poker. Gianni, il più giovane ed aitante, è sposato da sei mesi e preoccupato per la moglie indisposta cui telefona a intervalli suscitando l'insofferenza degli altri, specie di Nicola che sposato da alcuni anni ha litigato con la sua e per consolarsi telefona in California ad una delle sue numerose amichette, con grave disappunto di Pino che pensa alla eccessiva spesa telefonica. Enzo, il più brutto e il più imbranato del gruppo, è dominato dalla moglie che impugna le redini del suo ménage tranquillo ma scialbo. Ad un certo punto, dopo che Enzo ha perso un po' di soldi, a Pino viene un'idea per movimentare la mediocre serata: telefonare ad una prostituta che sollazzi i quattro amici. Gianni non ci sta, vorrebbe andarsene, mentre Pino, dopo alcuni tentativi, lascia un messaggio alla segreteria telefonica di una certa Yvonne. Poco dopo si presenta una donna, giovane e bellissima. Dopo le consuete schermaglie e le domande d'obbligo sul perché una donna di tale classe sia una prostituta, tocca a Pino iniziare un rapporto con Yvonne: ma la rivelazione che la giovane non è Yvonne bensì solo un'amica di costei ed è alla sua prima esperienza sconcerta Pino. La giovane ha sentito il messaggio per Yvonne, e siccome deve sposarsi il giorno dopo ed ha il fidanzato occupato a festeggiare l'addio al celibato, ha pensato di imitarlo. Le cose cambiano per Gianni che, attirato fin dall'inizio ed accortosi dell'interesse suscitato nella ragazza, mentre gli altri si apprestano a mangiare una spaghettata, prende la busta coi soldi pattuiti e si dilegua con lei ormai decisa a rinunciare al matrimonio. I tre amici restano attoniti e preoccupati dovendo annunciare alla moglie di Gianni la "fuga" sentimentale  con la giovane.